# Cappella di San Biagio a Lattaia
La cappella di San Biagio a Lattaia è un edificio religioso situato nel comune di Roccastrada. La sua ubicazione è nell'omonima località rurale situata nella parte meridionale del territorio comunale, presso la Fattoria di Lattaia.

## Storia e descrizione
L'edificio religioso fu costruito poco dopo la metà dell'Ottocento nel luogo in cui sorgeva la torre dell'antico castello di epoca medievale; la sua costruzione fu voluta per sostituire la pieve di San Biagio a Lattaia e la chiesa di San Lorenzo a Lattaia, entrambe di epoca medievale e oramai completamente perdute. Il luogo di culto svolse di fatto da allora le funzioni di cappella gentilizia dell'attigua fattoria.
La cappella di San Biagio a Lattaia si presenta in stile neoclassico, a pianta rettangolare e ad aula unica, con il corpo di fabbrica preceduto da un porticato che si addossa alla facciata anteriore, poggiando sul lato opposto su due colonne a sezione circolare (una su ciascun angolo), ove trovano appoggio gli archi a tutto sesto in laterizi, chiusi in alto da un tetto di copertura. La facciata propriamente detta presenta il portale d'ingresso di forma rettangolare, modanato e architravato, che si apre in posizione centrale, risultando affiancato su ciascun lato da una finestra quadrangolare che consente la sosta della preghiera anche dal portico esterno alla chiesa. Sempre in posizione centrale, ma nella parte superiore posta al di sopra del tetto del portico, si apre sulla facciata anteriore un piccolo rosone di forma circolare, mentre nella parte sommitale destra della facciata trova appoggio un caratteristico campanile a vela con un'unica cella campanaria ad arco tondo.